# Trevor Dunn
Trevor Dunn, född 30 januari 1968 i Eureka, Kalifornien, är en amerikansk musiker. Hans huvudinstrument är basgitarr och kontrabas, som han började spela som tonåring. När han gick på high school bildade Dunn musikgruppen Mr. Bungle tillsammans med sångaren Mike Patton och gitarristen Trey Spruance. Mr. Bungles tidiga låtar mixade thrash metal, hårdrock och funk med vulgär humor. 
Medan han fortsatte med Mr. Bungle under 1990-talet började han utforska andra musikstilar och förbättra sin musikalitet genom att spela på jazzklubbar runt San Francisco. På Mr. Bungles andra album, Disco Volante skiftar musikstilarna ofta, ibland flera gånger per låt, vilket tydligt demonstrerar hur Dunn utvecklats till en mångsidig musiker.
Han är eller har varit medlem i följande band:
- Mr. Bungle
- Fantômas
- Secret Chiefs 3
- Trevor Dunn's Trio-convulsant

Han har spelat/medverkat med dessa artister: 
- John Zorn's Electric Masada
- John Zorn's Naked City
- Tin Hat Trio
- The Melvins
- Matisyahu
- Samt många andra artister i "The Bay Area" och New York

Trevor Dunn har en besatthet av näbbdjur. Han har ett näbbdjur på ett skivomslag på ett av sina album och hjälpte till att skriva Mr. Bungles låt Platypus.
I början av Mr. Bungles karriär spelade han på en Ibanez-bas byggd någon gång på 1980-talet, senare använde han sig av en 5-strängad Alembic. När han spelar med Fantômas använder han en Fender Precision Bass® från 1975, stämd BEAD. Med Trevor Dunn's Trio-convulsant spelar han kontrabas.
Liksom de andra forna Mr. Bungle-medlemmarna är Trevor Dunn ovillig att prata om vad som fick bandet att splittras år 2000. Dunn är till och med ovillig att prata om Mr. Bungle i allmänhet, fastän han påstår att han har material nog till en bok om bandet (och tillräckligt mycket osläppt låtmaterial för en samlingsskiva). Han har uppgett att han eventuellt kommer att ge ut boken ifråga.